# Jared Clark
Jared Clark (* 21. Januar 1998 in Adelaide, Australien) ist ein vanuatuisch-australischer Fußballspieler.

## Karriere

### Verein
Nachdem er in seiner Jugend für den Western Strikers SC, Adelaide City sowie den FK Beograd gespielt hatte, ging er 2014 nach Serbien, wo er sich der Jugend des FK Vojvodina anschloss. Nach der U19 verließ er diese und kehrte nach Australien zurück, wo er nun bei der U21 von Adelaide United unterkam. Zum Start in seine Karriere im Profibereich wechselte er im November 2019 zu den Croydon Kings und steht seit Anfang 2022 wieder beim FK Beograd unter Vertrag.

### Nationalmannschaft
Durch seine vanuatuische Mutter ist er auch für Vanuatu spielberechtigt, für welche er am 10. März 2022 debütierte. Bei der 0:3-Freundschaftsspielniederlage gegen Fidschi stand er in der Startelf. Erst im März 2024 folgten weitere Einsätze sowie eine Nominierung für den Kader bei der Ozeanienmeisterschaft 2024. Dort spielte er in allen vier Partien seiner Mannschaft durch, darunter auch bei der Finalniederlage gegen Neuseeland.